# Segreti di famiglia (serial televisivo)
Segreti di famiglia (Yargı) è un serial televisivo drammatico turco, trasmesso su Kanal D dal 19 settembre 2021 al 26 maggio 2024.
In Italia la serie è andata in onda su Canale 5 dal 16 giugno al 19 dicembre 2024 e in seguito pubblicata sul servizio di streaming Mediaset Infinity dal 3 marzo 2025.

## Trama
Ilgaz Kaya è un pubblico ministero rispettato con forti convinzioni che mette la verità e la giustizia al di sopra di ogni altro valore. È il figlio maggiore del rispettato capo della polizia Metin Kaya. Ceylin Erguvan è una giovane avvocatessa di classe inferiore che non esita a usare qualsiasi "scorciatoia" per raggiungere i suoi obiettivi, è audace, intelligente e senza pregiudizi. Ilgaz decide di rivolgersi a lei come avvocato per il fratello minore coinvolto in un omicidio. Sia lui che suo padre cercano solo la verità, e desiderano che il peso della legge ricada sul ragazzo se è colpevole. Ma, trattandosi di un caso complesso, crede che Ceylin, con i suoi metodi poco ortodossi, riuscirà a svelare cosa si nasconde dietro quella morte. Con questo caso i due iniziano a collaborare per scoprire tutta la verità, e si ritroveranno coinvolti in un groviglio di misteri che si estende a entrambe le loro famiglie.

## Puntate
In Turchia la serie, composta da 95 puntate suddivise in tre stagioni, è andata in onda su Kanal D dal 19 settembre 2021 al 26 maggio 2024: la prima stagione è stata trasmessa dal 19 settembre 2021 al 29 maggio 2022, la seconda stagione dal 18 settembre 2022 al 7 maggio 2023, mentre la terza ed ultima stagione dal 24 settembre 2023 al 26 maggio 2024.
In Italia la serie è andata in onda su Canale 5 dal 16 giugno al 19 dicembre 2024 e in seguito pubblicata in esclusiva sul servizio di streaming Mediaset Infinity dal 3 marzo 2025; la prima stagione è stata suddivisa in più parti: la prima parte è stata trasmessa dal 16 giugno al 29 agosto 2024, la seconda parte è stata trasmessa dal 12 novembre al 19 dicembre 2024, mentre la terza parte è stata pubblicata dal 3 marzo all'11 giugno 2025; la seconda stagione viene pubblicata dall'11 giugno 2025, mentre la terza ed ultima stagione è inedita.
| Stagioni         | Puntate | Puntate | Prima TV  | Prima TV | Pubblicazione |
| Stagioni         | Turchia | Italia  | Turchia   | Italia   | Italia        |
| ---------------- | ------- | ------- | --------- | -------- | ------------- |
| Prima stagione   | 34      | 111     | 2021-2022 | 2024     | 2025          |
| Seconda stagione | 29      | 38      | 2022-2023 | inedita  | 2025-in corso |
| Terza stagione   | 32      | inedita | 2023-2024 | inedita  | inedita       |

## Personaggi e interpreti

### Personaggi principali
- Ilgaz Kaya (episodi 1-95) interpretato da Kaan Urgancıoğlu, doppiato da Raffaele Carpentieri.
- Ceylin Erguvan (episodi 1-95), interpretata da Pınar Deniz, doppiata da Eleonora Reti.
- Pars Seçkin † (episodi 1-55), interpretato da Mehmet Yılmaz Ak, doppiato da Raffaele Proietti.
- Yekta Tilmen (episodi 1-95), interpretato da Uğur Polat, doppiato da Dario Oppido.
- Eren Duman (episodi 1-95), interpretato da Uğur Aslan, doppiato da Paolo Vivio.
- Metin Kaya † (episodi 1-78, 94), interpretato da Hüseyin Avni Danyal, doppiato da Antonio Palumbo.
- Çınar Kaya (episodi 1-95), interpretato da Arda Anarat, doppiato da Andrea Carpiceci.
- Defne Kaya (episodi 1-95), interpretata da Beren Nur Karadiş, doppiata da Lavinia Alberti.
- Gül Erguvan (episodi 1-95), interpretata da Zeyno Eracar, doppiata da Emilia Costa.
- Aylin Erguvan (episodi 1-95), interpretata da Pınar Çağlar Gençtürk, doppiata da Barbara Villa.
- Osman Yılmaz (episodi 1-95) interpretato da Onur Özaydın, doppiato da Davide Capone.
- Parla Yılmaz (episodi 1-95), interpretata da Zeynep Atılgan, doppiata da Chiara Fabiano.
- Laçin Gökmen (episodi 3-95), interpretata da Nilgün Türksever, doppiata da Irene Di Valmo.
- Mert Kaya (episodi 6-95) interpretato da Cezmi Baskın, doppiato da Pierluigi Astore.
- Neva Seçkin † (episodi 2-36), interpretata da Başak Gümülcinelioğlu, doppiata da Giorgia Brunori.
- Derya İhdal (episodi 20-63, 95), interpretata da Şükran Ovalı, doppiata da Angela Brusa.

### Personaggi secondari
- Zafer Erguvan † (episodi 1-8, 95), interpretato da Ali Seçkiner Alıcı, doppiato da Guido Di Naccio.
- Serdar Denzi † (episodi 1-43), interpretato da Eray Ertüren, doppiato da Gianluca Cortesi.
- Makbule Kaya (episodi 1-95), interpretata da Özlem Çakar, doppiata da Valeria Perilli.
- Rıdvan Mete † (episodi 1-55, 94-95), interpretato da Yiğit Kalkavan.
- Özge Işıklı (episodi 1-57, 63, 68-95), interpretata da Dilara Çakır.
- Merve Demetoğlu (episodi 1-63, 95), interpretata da Zeynep Parla, doppiata da Silvia Avallone.
- İnci Erguvan † (episodi 1-7, 72, 95), interpretata da Ece Yüksel, doppiata da Erica Intoppa.
- Engin Tilmen † (episodi 1-14, 71-72, 95), interpretato da Onur Durmaz, doppiato da Federico Bebi.
- Ozan Güney (episodi 2-4), interpretato da Özay Özgüler.
- Umut (episodi 2, 5-95), interpretato da Onur Tekin.
- Şahver Yengi (episodi 7-11), interpretato da Ayşenil Şamlıoğlu.
- Cüneyt Ozgan (episodi 8-34), interpretato da Hakan Dinçkol, doppiato da Alessandro Parise.
- Seda Gökmen (episodi 10-22), interpretato da Nergis Öztürk, doppiata da Alessandra Cassioli.
- Özlem Kartal (episodi 10-34), interpretata da Pınar Töre, doppiata da Tiziana Avarista.
- Tuğçe Duman (episodi 10-95), interpretata da Merve Ateş, doppiata da Arianna Vignoli.
- Fatih Kartal (episodi 11-25), interpretato da Selahattin Töz.
- Niyazi Karaçam † (episodi 14-20), interpretato da İlker Kalay.
- Göksu (episodi 17-95), interpretato da Duygu Serin, doppiata da Monica Migliori.
- Burak Yıldırım † (episodi 35-42), interpretato da Samet Kaan Kuyucu.
- Ayten (episodi 35-61), interpretata da Elif Melda Yılmaz.
- Tolga Çırmak (episodi 35-62), interpretato da Emir Özden, doppiato da Niccolò Guidi.
- Haluk Yıldırım (episodi 35-63), interpretata da Kenan Bal, doppiato da Ambrogio Colombo.
- Anıl (episodi 35-95), interpretato da Tolga Canbeyli.
- Rafet Günbay (episodi 36-95), interpretato da Muttalip Müjdeci, doppiato da Raffaele Palmieri.
- Turgut Ali Duymaz † (episodi 42-43, 57-63), interpretato da Yurdaer Okur.
- Ömer Tilmen / Yakup Atamer (episodi 46-63), interpretato da Doğaç Yıldız.
- Esin Atamer (episodi 59-61), interpretato da Sevinç Erol.
- Yüksel (episodi 60), interpretato da Şerif Erol.
- Dilek Oknaz (episodi 64-70), interpretata da Seda Türkmen.
- Can Aynar † (episodi 64-71), interpretato da Ferit Kaya.
- Filiz Bağcı (episodi 64-71), interpretata da Özlem Türay.
- Nil Barkın (episodi 64-73), interpretata da Müge Bayramoğlu.
- Nadide Baksı (episodi 64-78), interpretata da Ayşen Sezerel.
- Mercan Kaya (episodi 64-95), interpretata da Eylül Uğur.
- Efe Ekrenaz (episodi 64-95), interpretato da Ulvi Kahyaoğlu.
- Ela Özbay (episodi 64-95), interpretata da Çağla Demir, doppiata da Ludovica Bebi.
- Elif Yılmaz (episodi 64-95), interpretata da Gece Işık Demirel.
- Macit (episodi 65-68), interpretato da Macit Koper.
- Gonca (episodi 66-68), interpretata da Burcu Altın Deprem.
- Yiğit (episodi 67-77), interpretato da Alican Altun.
- Kadir Adarlı † (episodi 67-82), interpretata da Arif Pişkin.
- Cennet (episodi 81-84), interpretata da Tuğba Çom Makar.
- Fırat Gülmez (episodi 81-90), interpretato da Alican Yücesoy.
- Ertuğrul (episodi 81-95), interpretato da Necip Naşit Özcan.
- Asiye Korkmaz (episodi 81-95), interpretata da Ayşegül Cengiz.
- Kubilay Amir (episodi 81-95), interpretato da Sermet Yeşil.
- İclal Zerden (episodi 83-95), interpretata da Defne Kayalar.
- Canberk (episodi 85-95), interpretato da Çağrı Atakan.
- Serap (episodi 85-95), interpretata da Ebru Helvacıoğlu.
- Yeliz (episodi 85-95), interpretato da Olcay Yusufoğlu.
- Kartal Tınkan † (episodi 86-89), interpretato da Sefa Şenel.
- Bülent Kismetoglu (episodi 90-94), interpretato da Ümit Çırak.
- Nuray (episodi 90-92), interpretato da Manolya Maya.

## Produzione
La serie è diretta da Ali Bilgin e Beste Sultan Kasapoğulları, scritta da Sema Ergenekon e prodotta da Ay Yapım.

### Riprese
Le riprese sono state effettuate tra le città di Istanbul e Nevşehir.

## Distribuzione
Diventata una delle serie di maggior successo a livello internazionale, è stata acquistata in oltre 100 paesi tra cui: Albania, Algeria, America Latina, Bosnia ed Erzegovina, Brasile, Cile, Cipro, Costa Rica, Croazia, Georgia, Grecia, Honduras, Iran, Israele, Italia, Kazakistan, Lituania, Moldavia, Montenegro, Panama, Porto Rico, Romania, Russia, Slovenia, Spagna, Stati Uniti d'America, Ucraina, Ungheria e Uzbekistan.
La serie ha ispirato l'adattamento greco in onda su ANT1 Παγιδευμένοι (in turco: Hapsolmuş, in inglese: Pagidevmenoi, in spagnolo: Atrapados).

## Colonna sonora
1. Dinle Beni Biᛌ – 2:24 – Yüzyüzeyken Konuşuruz
2. Kül – 4:54 – Cem Adrian e Mark Eliyahu
3. Yanımdasın – 2:41 – Zeki Dizdar
4. Kalbimdeki Sancı – 3:37 – Toygar Işıklı
5. Where Did you Sleep Last Night – 2:24 – Hellbound Glory
6. İster İnan İster İnanma – 3:56 – İlhan İrem
7. Gidiyorum – 4:28 – Alper Ketenci
8. Gurur Meselesi – 3:14 – İzel
9. Tenna – 5:51 – Sezen Aksu
10. Merhaba Yabancı – 3:19 – Murat Evgin
11. La Course Du lievre A Travers Les Champs – 3:27 – Francis Lai
12. Midnight on the Nile – 2:52 – Nicolas Caffrey e Stephen Davidson
13. Bundan Sonra Böyle – 2:41 – Görkem Balkış
14. Bir İlkbahar Sabahı – 5:16 – Samime Sanay
15. Bu Gezegen Benimki Değil – 4:53 – Zeki Dizdar
16. Benim Ol – 3:39 – Kayıp Nesil
17. Duraksız – 3:05 – Özgür
18. Lala – 3:01 – Uzay
19. Büyük Yara – 3:17 – Cihan Kutlu
20. Bang Bang Bang – 4:54 – Kinyas OZ
21. Kelebek Misali – 3:43 – Cihan Kutlu
22. Yıldızlar – 3:02 – Garîbî
23. Dibe Vurduysan – 3:03 – Kinyas OZ
24. Bulamadım Kimseyi – 3:15 – Sinan Öksüztepe
25. Sen & Bana – 2:10 – Tek'in Seyri
26. Kısır Döngü – 3:46 – Cihan Kutlu
27. Yavan – 3:52 – Öge Özkılıç
28. Mahmur – 3:00 – Ozan Gelen
29. Kapkaranlık Her Günüm – 3:44 – Sena Şener
30. Devirdim Yılları – 3:35 – Evren Mevlanaoğlu
31. İyi Değilim Ben – 4:10 – Pinhani e Kalben
32. Herkes Yaralı – 6:12 – Sezen Aksu
33. Kendim Ettim Kendim Buldum – 5:47 – Neşet Ertaş
34. Yanar Canım – 4:06 – Öğe Özkılıç
35. Farketmeden – 3:02 – Şenay Lambaoğlu
36. Yine Mi – 3:09 – Kinyas OZ
37. Ağıt – 3:24 – İbrahim Sünney
38. Yara – 4:00 – Alper Budak
39. Klinik – 3:06 – Kinyas OZ
40. Babalar Ağlar – 3:01 – İbrahim Sünney
41. Uçurtma – 5:05 – Şenay Lambaoğlu
42. Suite for Solo Cello No. 1 in G Major, BWV 1007: 1.Prélude – 2:26 – Johan Sebastian Bach e Maurice Gendron
43. Senin Yanın Olsun Mu Benim Yerim – 3:46 – Zeki Dizdar e Gökay Geçgel
44. Dost – 2:49 – İbrahim Sünney
45. Ölmeden – Tek'in Seyri
46. Boşver – 2:36 – Nūans
47. Kebap Reggae – 2:40 – Kinyas OZ
48. Seni Almadan – 3:00 – Ömer Topçu
49. Körkütük – 3:04 – Ekin Beril
50. Karada ve Denizde – 3:29 – Erdem Güven
51. Harika Biri – 3:08 – Duru Kurt
52. 3154 – 2:53 – Nūans
53. Galibim Aşka – 2:28 – Tuğba Erdem
54. Sar Bu Şehri – 3:24 – Canozan
55. Toprak Yağmura – 3:56 – Canozan
56. Ben Ölmeden Önce – 4:49 – Fatih Erdemci
57. Son Arzum – 3:26 – Nilüfer
58. Bilmem Mi? – 3:07 – Sefo
59. İyi Değilim Ben – 4:10 – Pinhani e Kalben
60. Aşk Bir Mevsim – 5:28 – Pinhani
61. Son Seslenişim – 4:36 – Yüzyüzeyken Konuşuruz
62. Boş Gemiler – 3:50 – Yüzyüzeyken Konuşuruz
63. Aklım Kalır – 3:38 – Aybüke Albere
64. Sen Aşk Mısın? – 3:44 – Hülya Avşar
65. Tükeneceğiz – 4:19 – Sezen Aksu
66. Yalan Dünya – 6:21 – Neşet Ertaş
67. Benim Hala Umudum Var – 3:37 – Mazhar Alanson
68. Yalan Yok – 3:28 – Onur Özaydın
69. Uzunlar – 9:04 – Evdeki Saat
70. Ben Ölürsem – 4:26 – Toygar Işıklı

## Riconoscimenti
- Ayakli Gazete TV Stars Awards
  - 2023: Premio come Miglior attrice non protagonista a Başak Gümülcinelioğlu
  - 2023: Premio come Miglior regista in una serie televisiva ad Ali Bilgin

- Golden Palm Awards
  - 2023: Premio come Miglior serie televisiva per Segreti di famiglia (Yargı)

- International Emmy Awards
  - 2023: Premio come Miglior telenovela per Segreti di famiglia (Yargı)[35]

- Pantene Golden Butterfly Awards
  - 2022: Premio come Miglior serie televisiva per Segreti di famiglia (Yargı)
  - 2022: Premio come Miglior attore a Kaan Urgancıoğlu
  - 2022: Premio come Miglior attrice a Pınar Deniz
  - 2022: Candidatura come Miglior coppia televisiva a Kaan Urgancıoğlu e Pınar Deniz
  - 2022: Premio come Miglior regista ad Ali Bilgin
  - 2022: Premio come Miglior sceneggiatura a Sema Ergenekon
  - 2023: Premio come Miglior serie televisiva per Segreti di famiglia (Yargı)
  - 2023: Candidatura come Miglior attore a Kaan Urgancıoğlu
  - 2023: Premio come Miglior attrice a Pınar Deniz
  - 2023: Candidatura come Miglior coppia televisiva a Kaan Urgancıoğlu e Pınar Deniz
  - 2023: Candidatura come Miglior regista ad Ali Bilgin
  - 2023: Candidatura come Miglior sceneggiatura a Sema Ergenekon
  - 2023: Premio per il risultato a Kerem Çatay

- PRODU Awards
  - 2023: Premio come Miglior attrice in una serie straniera a Pınar Deniz

- Turkey Youth Awards
  - 2022: Candidatura come Miglior serie televisiva per Segreti di famiglia (Yargı)
  - 2023: Candidatura come Miglior attore televisivo a Kaan Urgancıoğlu
  - 2023: Candidatura come Miglior attrice televisiva a Pınar Deniz
  - 2023: Candidatura come Miglior coppia televisiva a Kaan Urgancıoğlu e Pınar Deniz
  - 2023: Candidatura come Miglior attore televisivo non protagonista ad Hakan Dinçkol